# Z-spokes
Z-spokes zijn Z-vormige spaken die de hele velgdiameter bestrijken, via een knik (Z) ter hoogte van de naaf. 
Ze werden toegepast op de Yamaha TY 250 L trialmotor (1983) en alle YZ-modellen (crossers) vanaf 1984.